# Croatia Open Umag 2014
L'ATP Vegeta Croatia Open Umag 2014 è stato un torneo di tennis giocato sulla terra rossa. È stata la 25ª edizione dell'evento ATP Vegeta Croatia Open Umag che fa parte della categoria ATP World Tour 250 series nell'ambito dell'ATP World Tour 2014. Si è giocato all'International Tennis Center di Umago in Croazia dal 21 al 27 luglio 2014.

## Partecipanti

### Teste di serie
| Nazione    | Giocatore              | Ranking* | Testa di serie |
| ---------- | ---------------------- | -------- | -------------- |
| Italia     | Fabio Fognini          | 15       | 1              |
| Spagna     | Tommy Robredo          | 20       | 2              |
| Croazia    | Marin Čilić            | 22       | 3              |
| Portogallo | João Sousa             | 35       | 4              |
| Rep. Ceca  | Lukáš Rosol            | 42       | 5              |
| Italia     | Andreas Seppi          | 44       | 6              |
| Francia    | Édouard Roger-Vasselin | 45       | 7              |
| Argentina  | Carlos Berlocq         | 56       | 8              |

* Teste di serie basate sul ranking al 14 luglio 2014.

### Altri partecipanti
I seguenti giocatori hanno ricevuto una wild card per il tabellone principale:
- Borna Ćorić
- Mate Delić
- Mate Pavić

I seguenti giocatori sono passati dalle qualificazioni:

- Marco Cecchinato
- Pablo Cuevas
- Andrej Martin
- Horacio Zeballos

## Campioni

### Singolare
Pablo Cuevas ha sconfitto in finale  Tommy Robredo per 6-3, 6-4.
- È il secondo titolo in carriera per Cuevas

### Doppio
František Čermák /  Lukáš Rosol hanno sconfitto in finale  Dušan Lajović /  Franko Škugor per 6-4, 7–6(5).